# Honor of Kings: World
Az Honor of Kings: World (王者荣耀·世界) egy 2021. október 30-án bejelentett nyílt világú RPG játék, amelyet a kínai Tencent fejleszt és ad ki. A játék az Honor of Kings (王者荣耀, nemzetközi néven: Arena of Valor) játékán alapszik.
Az Honor of Kings: World Unreal Engine-en fog futni, és a Kotaku állítása szerint a játékot több platformon is meg szeretnék jelentetni, illetve nemzetközi kiadás lesz, így nem csak Kínában lesz elérhető. Jelenlég még fejlesztés alatt áll, illetve a kiadási dátum is ismeretlen.
A YouTube-on szintén megtekinthető a hivatalos trailer videó, amelyet az IGN tett közzé. Bár pontosan nem tudni túl sok részletet a játékról, az biztos, hogy a szereplők és a karakterek a már jól ismert MOBA verzió világából fognak származni. Érdekesség még továbbra az, hogy a videó végén egy várost is láthatunk, amely tulajdonképpen az ősi kínai Csangan (長安, mai neve: Hszian 西安) városa. Az IGN leírása szerint ezt a várost a játékban még be is barangolhatjuk karakterünkkel.

## Játékmenet és a világ
A nyílt világú RPG játékban a fejlesztők teret engendnek a játékosok számára a világ szabad felfedezésére. Erősen fantasy jellegű, és a fejlesztőktől azt már tudhatjuk, hogy az Honor of Kings világának kultúráját és egyedi keletiességét fogja részletesebben bemutatni. A grafika és a játékban megjelenő kultúra fő alappillére a kínai kultúra lesz.
A játék során a hősök találkozhatnak a már jól ismert szörnyekkel és minionokkal is, ebből adódóan a harc igen komoly szerepet kap a játékban. A küzdelem mellett maga a világ története is beépítésre kerül, és a játék során fokozatosan megismerkedhetünk ezzel az elemmel is.